# Trường Đại học Gia Định
Trường Đại học Gia Định (tiếng Anh: Gia Dinh University – GDU) là một đại học tư thục tại Việt Nam thuộc Công ty Cổ phần Đầu tư và Phát triển Nguyễn Hoàng, được thành lập theo Quyết định số 959/QĐ-TTg ngày 31 tháng 07 năm 2007 của Thủ tướng Chính phủ. 

## Các Nhiệm kỳ Hiệu trưởng:
TS. Trần Hiếu Hạnh (7/2007-11/2008)
TS. Nguyễn Văn Quang (11/2008-12/2009)
TS. Nguyễn Đăng Liêm  (12/2009-2018)
TS. Hà Hữu Phúc (12/2018 - 09/2020)
PGS.TS Võ Trí Hảo (10/2020 - 02/2023)
ThS. Trịnh Hữu Chung (02/2023 - 09/2023) - Phó Hiệu trưởng phụ trách Trường
PGS.TS Thái Bá Cần (10/2023 - nay)